# Освобождение от наказания
Освобожде́ние от наказа́ния — отказ государства от реального применения уголовного наказания к осуждённому, в отношении которого вынесен обвинительный приговор суда, либо от полного отбывания назначенной меры наказания.

## Основания освобождения от наказания
Наиболее часто в законодательстве стран мира встречаются такие основания освобождения от наказания, как условно-досрочное освобождение, освобождение от наказания в связи с изменением обстановки и освобождение от наказания в связи с болезнью. Национальным законодательством также могут предусматриваться иные виды освобождения от наказания, которые могут являться как специализированными видами перечисленных оснований, так и самостоятельными правовыми институтами.

### Условно-досрочное освобождение
Условно-досрочное освобождение от наказания — это прекращение исполнения уголовного наказания, связанное с достижением его целей, до отбытия назначенного осуждённому срока наказания, с установлением для освобождаемого лица испытательного срока, в течение которого оно должно доказать своё исправление. Нарушение условий испытательного срока ведёт к возобновлению исполнения назначенного наказания.
Впервые условно-досрочное освобождение от наказания появилось во Франции в 1885 году. С тех пор данный институт был воспринят правовыми системами (уголовным или уголовно-процессуальным законодательством) практически всех стран мира. Его применение является проявлением гуманизма и направлено на стимулирование осуждённых к исправлению и перевоспитанию, а также поддержание порядка в исправительных учреждениях.
В большинстве стран мира условно-досрочное освобождение возможно лишь от наказаний, связанных с лишением свободы осуждённого, однако в отдельных национальных правовых системах (в частности, государств постсоветского пространства) возможно и его применение в отношении осуждённых, отбывающих исправительные работы, ограничение по военной службе, содержание в дисциплинарной воинской части и др.
Условно-досрочное освобождение от наказания может быть полным или частичным. При полном освобождении осуждённый освобождается как от основного, так и от дополнительного наказания, если оно назначалось. При частичном освобождении исполнение дополнительного наказания продолжается.

### Замена неотбытой части наказания более мягким видом наказания
Замена неотбытой части наказания более мягким его видом представляет собой разновидность условно-досрочного освобождения, при которой более строгий вид наказания прекращает исполняться и заменяется более мягким.
В процессе исполнения уголовных наказаний в результате осуществляемого исправительного воздействия может меняться степень общественной опасности личности осуждённого. Как правило, изменения происходят в сторону её уменьшения, то есть исправления осуждённого. Если исправление практически достигается до истечения назначенного судом срока наказания, так что вовсе отпадает необходимость в применении карательных мер, осуждённый подлежит условно-досрочному освобождению. Однако зачастую даже при отсутствии такого почти завершённого исправления отпадает необходимость в применении к осуждённому наиболее строгих видов наказания, в особенности лишения свободы: его дальнейшее исправление становится возможным в условиях менее серьёзных ограничений прав и свобод, характерных для более мягких видов наказания. В таких случаях наказание осуждённому может заменяться на более мягкий вид.
Замена наказания более мягким его видом является существенной составной частью так называемой прогрессивной системы отбывания уголовного наказания, в которой правовой статус осуждённого и степень серьёзности применяемых мер воздействия зависят от его поведения на пути к исправлению.
Кроме материального основания замены, в качестве которого выступает становление осуждённого на путь исправления, требуется также фактическое отбытие определённой части назначенного судом наказания.

### Освобождение от наказания в связи с изменением обстановки
Освобождение от наказания в связи с изменением обстановки связано с утратой общественной опасности лицом, совершившим преступление, либо самим преступным деянием. Утрата общественной опасности при этом носит фактический, а не формально-юридический характер, формально совершённое деяние остаётся запрещённым уголовным законом, а лицо остаётся подлежащим уголовной ответственности. В то же время, назначение уголовного наказания в силу изменения обстановки становится нецелесообразным.
В основном данный вид освобождения от мер уголовно-правового характера известен праву стран бывшего СССР и социалистического блока. В настоящее время он известен праву Беларуси, Венгрии, Казахстана, Киргизии, Молдовы, Монголии, России, Таджикистана, Узбекистана, Украины. Ранее он присутствовал в праве и других социалистических государств (ГДР, Социалистической Республики Румыния и др.).

### Освобождение от наказания в связи с болезнью
Освобождение от наказания в связи с болезнью связано с тем, что вследствие наступившего у лица психического расстройства или иной болезни цели наказания не могут быть достигнуты, либо с тем, что исполнение наказания может привести к значительному ухудшению состояния лица.
Освобождение от наказания в связи с состоянием здоровья осуждённого присутствует во многих странах, однако не везде оно выступает в качестве самостоятельной нормы. Психическое расстройство может рассматриваться в качестве основания для признания лица невменяемым (Дания, Швейцария). Во Франции освобождение от наказания может производиться по «медицинским мотивам». В Швеции в качестве критерия освобождения выступает «плохое здоровье» осуждённого. Выявление у осуждённого психического расстройства может связываться с освобождением от наказания также в Болгарии, иные тяжёлые болезни — в Испании и Вьетнаме, оба упомянутых состояния — в Германии и КНР.

### Отсрочка отбывания наказания
Отсрочка отбывания наказания — мера уголовно-правового характера, связанная с временным отказом государства от применения принудительных мер ввиду различного рода обстоятельств, делающих применение наказания в данный момент нецелесообразным. В зависимости от основания отсрочки и поведения осуждённого, по истечении её периода наказание может быть обращено к реальному исполнению, либо осуждённый может быть в полной мере освобождён от наказания.
Отсрочка может рассматриваться как аналогичное помилованию полномочие высшего должностного лица государства, не решающее вопроса о виновности, но позволяющее отложить на более поздний срок исполнение наказания, либо как вид освобождения от наказания.
В уголовном праве России отсрочка предоставляется беременным женщинам, женщинам, имеющим детей в возрасте до 14 лет, мужчинам, воспитывающим детей в возрасте до 14 лет без матери, а также больным наркоманией, желающим добровольно пройти курс лечения от наркомании, а также медико-социальную реабилитацию.

### Освобождение от отбывания наказания в связи с истечением сроков давности обвинительного приговора суда
Лицо освобождается от наказания, если приговор не был приведён в исполнение по истечении определённого срока со дня его вступления в законную силу. Течение срока давности начинается с момента вступления приговора суда в законную силу и может приостанавливаться или прерываться ввиду наступления установленных законом обстоятельств.
Институт сроков давности известен уголовному праву достаточно давно. Он применялся ещё в Древнем Риме.
Он был воспринят континентальным правом, и в настоящее время присутствует в праве большинства стран романо-германской правовой семьи (в уголовном или уголовно-процессуальном законодательстве).
В странах англосаксонской правовой семьи применение сроков давности сильно ограничено и, как правило, возможно лишь в отношении преступлений небольшой тяжести (мисдиминоров и суммарных преступлений).
Законодательством могут устанавливаться условия, при которых общественная опасность преступления не может быть утрачена со временем и, соответственно, не могут быть применены сроки давности. На международном уровне установлено, что сроки давности не применяются к лицам, совершившим военные преступления и преступления против человечества.